# Nati nel 1945/Ottobre
| Questa pagina contiene informazioni ricavate automaticamente dalle voci biografiche con l'ausilio del template Bio e di un bot. L'aggiornamento è periodico e automatico e ricostruisce completamente la pagina. Se manca una persona in questa lista, sei pregato di non aggiungerla, ma accertati piuttosto che la sua voce biografica contenga il template Bio e che i dati anagrafici siano correttamente compilati. Se il template Bio manca, inseriscilo tu stesso o, in alternativa, metti l'avviso {{tmp\|Bio}} che ne segnala la mancanza. Se i dati riportati sono sbagliati, correggi direttamente la voce biografica; le modifiche saranno visibili in questa lista entro pochi giorni. Per chiarimenti vedi il progetto biografie. La lista contiene solo le 213 persone che sono citate nell'enciclopedia e per le quali è stato implementato correttamente il template Bio. Pagina aggiornata al 26 lug 2025. |

- 1º ottobre - Rod Carew, ex giocatore di baseball e allenatore di baseball statunitense
- 1º ottobre - Gianni Dall'Aglio, batterista e percussionista italiano
- 1º ottobre - Jan Fuglset, allenatore di calcio e ex calciatore norvegese
- 1º ottobre - Haris Silajdžić, politico bosniaco
- 1º ottobre - Donny Hathaway, cantante e pianista statunitense († 1979)
- 1º ottobre - Ram Nath Kovind, politico e avvocato indiano
- 1º ottobre - Carrie Lucas, cantante statunitense
- 1º ottobre - Patty Shepard, attrice statunitense († 2013)
- 1º ottobre - Adriano Teso, ex politico e imprenditore italiano
- 2 ottobre - Ennio Fiaschi, ex calciatore italiano
- 2 ottobre - Martin Hellman, informatico e crittografo statunitense
- 2 ottobre - John Marshall, allenatore di football americano e giocatore di football americano statunitense († 2021)
- 2 ottobre - Don McLean, cantautore e paroliere statunitense
- 2 ottobre - Shigenobu Murofushi, ex martellista giapponese
- 2 ottobre - Boris Nieslony, artista tedesco
- 2 ottobre - Frank Tejeda, politico statunitense († 1997)
- 2 ottobre - Ted Tollner, allenatore di football americano statunitense
- 2 ottobre - John Trapp, cestista statunitense
- 3 ottobre - Tony Brown, ex calciatore inglese
- 3 ottobre - Jean-Jacques Kantorow, violinista e direttore d'orchestra francese
- 3 ottobre - Vito Melito, ultramaratoneta e maratoneta italiano († 2019)
- 3 ottobre - Viktor Saneev, triplista sovietico († 2022)
- 3 ottobre - Udo Thomer, attore tedesco († 2006)
- 4 ottobre - Clifton Davis, attore statunitense
- 4 ottobre - Živa Kraus, pittrice e gallerista croata
- 4 ottobre - Marcia Lucas, montatrice e produttrice cinematografica statunitense
- 4 ottobre - Bo Ralph, linguista svedese
- 5 ottobre - Giorgio d'Arpino, dirigente sportivo italiano († 2017)
- 5 ottobre - Geoff Leigh, flautista e sassofonista inglese
- 5 ottobre - Carlo Pagetti, critico letterario e anglista italiano
- 5 ottobre - Bernard Vallée, schermidore francese († 2021)
- 5 ottobre - Dwight Waller, cestista statunitense († 2021)
- 5 ottobre - Fernando Zunzunegui, calciatore spagnolo († 2014)
- 6 ottobre - Antonio Cicero, filosofo, paroliere e poeta brasiliano († 2024)
- 6 ottobre - Wayne Brabender, ex cestista e allenatore di pallacanestro statunitense
- 6 ottobre - Emerich Dembrovschi, allenatore di calcio e ex calciatore rumeno
- 6 ottobre - Ivan Graziani, cantautore e chitarrista italiano († 1997)
- 6 ottobre - Vitalij Petrov, allenatore di atletica leggera ucraino
- 6 ottobre - Alberto Ravaioli, medico e politico italiano
- 6 ottobre - Luc Sanders, ex calciatore belga
- 6 ottobre - Sigbjørn Slinning, ex calciatore norvegese
- 7 ottobre - Teresa Cremisi, editrice italiana
- 7 ottobre - Kevin Godley, cantante e musicista britannico
- 7 ottobre - Bobby Moffat, ex calciatore inglese
- 7 ottobre - Gunilla Nyroos, attrice e regista teatrale svedese
- 7 ottobre - Jean-Luc Thérier, pilota di rally francese († 2019)
- 7 ottobre - Michael Wallis, giornalista, scrittore e doppiatore statunitense
- 8 ottobre - Francesco Angelini, imprenditore, farmacista e giocatore di bridge italiano
- 8 ottobre - Roberto Benvenuti, politico italiano († 2010)
- 8 ottobre - Denny Holman, ex cestista statunitense
- 8 ottobre - Willie Iverson, cestista statunitense († 2012)
- 8 ottobre - Ewa Lipska, poetessa polacca
- 8 ottobre - Ray Royer, musicista, chitarrista e compositore britannico
- 9 ottobre - Ray Blanchard, sessuologo statunitense
- 9 ottobre - Naftali Bon, velocista keniota († 2018)
- 9 ottobre - Don Caley, hockeista su ghiaccio canadese († 2016)
- 9 ottobre - José Durán, ex pugile spagnolo
- 9 ottobre - Nalva Aguiar, cantante e attrice brasiliana
- 9 ottobre - Kiyoko Suizenji, cantante e attrice giapponese
- 9 ottobre - Gaby Herbst, attrice austriaca († 2015)
- 9 ottobre - Arturo Massari, ex calciatore italiano
- 9 ottobre - Gianni Mura, giornalista e scrittore italiano († 2020)
- 9 ottobre - Ineke Tigelaar, nuotatrice olandese
- 10 ottobre - Miriam Adelson, editrice e medico israeliana
- 10 ottobre - Burgl Färbinger, sciatrice alpina tedesca († 2025)
- 10 ottobre - Denis Henriquez, scrittore olandese
- 10 ottobre - Anders Lönnbro, attore, regista e produttore cinematografico svedese († 2022)
- 10 ottobre - Jim Marsalis, ex giocatore di football americano statunitense
- 10 ottobre - Giovanni Perugini, ex pentatleta italiano
- 10 ottobre - Jurij Razuvaev, scacchista sovietico († 2012)
- 10 ottobre - Edoardo Reja, ex calciatore e allenatore di calcio italiano
- 11 ottobre - Ron Crawford, attore statunitense
- 11 ottobre - Lee Davis, ex cestista statunitense
- 11 ottobre - Alfred Debono, ex calciatore maltese
- 11 ottobre - Alfred Delia, ex calciatore maltese
- 11 ottobre - Paola Saini, ex nuotatrice italiana
- 11 ottobre - Michel Watteau, calciatore francese († 2003)
- 12 ottobre - Aurore Clément, attrice francese
- 12 ottobre - Stan Cole, pallanuotista statunitense († 2018)
- 12 ottobre - Claude Lemesle, paroliere francese
- 12 ottobre - Carlo Mosca, prefetto e magistrato italiano († 2021)
- 12 ottobre - Pedro José Nepomuceno Cunha, ex calciatore brasiliano
- 12 ottobre - Maria Grazia Perini, giornalista, fumettista e traduttrice italiana († 2012)
- 12 ottobre - Dusty Rhodes, wrestler statunitense († 2015)
- 13 ottobre - Karen Akers, attrice, cantante e cabarettista statunitense
- 13 ottobre - Christophe, cantautore francese († 2020)
- 13 ottobre - Dési Bouterse, politico e militare surinamese († 2024)
- 13 ottobre - Susan McBain, ex attrice pornografica statunitense
- 13 ottobre - Luc Van den Brande, politico belga
- 14 ottobre - Alan Blinder, economista e politico statunitense
- 14 ottobre - Colin Hodgkinson, bassista britannico
- 14 ottobre - Georgi Hristov, cestista bulgaro († 2016)
- 14 ottobre - Jyrki Immonen, ex cestista finlandese
- 14 ottobre - Daan Jippes, fumettista olandese
- 14 ottobre - Pierluigi Polverari, politico italiano († 2013)
- 14 ottobre - Allan Stone, ex tennista australiano
- 14 ottobre - Lucio Testa, regista televisivo italiano († 2014)
- 14 ottobre - Valerij Vojkin, pesista sovietico († 2020)
- 15 ottobre - Juan José Asenjo Pelegrina, arcivescovo cattolico spagnolo
- 15 ottobre - Antonio Cañizares Llovera, cardinale e arcivescovo cattolico spagnolo
- 15 ottobre - Yusef Dris, scrittore, poeta e saggista algerino
- 15 ottobre - Neofito, monaco cristiano e arcivescovo ortodosso bulgaro († 2024)
- 15 ottobre - Jim Palmer, ex giocatore di baseball statunitense
- 15 ottobre - Salvatore Paruzzo, vescovo cattolico italiano
- 16 ottobre - Wilma Goich, cantante italiana
- 16 ottobre - Roger Hawkins, batterista statunitense († 2021)
- 16 ottobre - D.D. Lewis, ex giocatore di football americano statunitense
- 16 ottobre - Paul Monette, scrittore, poeta e attivista statunitense († 1995)
- 16 ottobre - Ken Mulhearn, calciatore inglese († 2018)
- 16 ottobre - Shigeo Nakata, ex lottatore giapponese
- 16 ottobre - Iselín Ovejero, ex calciatore argentino
- 17 ottobre - Arrigo Cavallina, ex terrorista italiano
- 17 ottobre - Clive Clerk, attore, ballerino e pittore statunitense († 2005)
- 17 ottobre - Elizeu Antônio Vinagre Ferreira de Godoy, allenatore di calcio e ex calciatore brasiliano
- 17 ottobre - Graça Machel, politica e avvocato mozambicana
- 18 ottobre - Serena Bennato, attrice italiana († 2020)
- 18 ottobre - Maria Gloria Bracci Marinai, politica italiana
- 18 ottobre - Paul Joseph Bradley, vescovo cattolico statunitense
- 18 ottobre - Huell Howser, attore statunitense († 2013)
- 18 ottobre - Leonardo, cantante e attore teatrale italiano († 2024)
- 18 ottobre - Chris Shays, politico statunitense
- 18 ottobre - Chantal Thomas, storica e scrittrice francese
- 18 ottobre - Norio Wakamoto, doppiatore giapponese
- 19 ottobre - Byun Ho-young, ex calciatore sudcoreano
- 19 ottobre - Angus Deaton, economista britannico
- 19 ottobre - Divine, attore e cantante statunitense († 1988)
- 19 ottobre - Alan Gallagher, giocatore di baseball statunitense († 2018)
- 19 ottobre - Stanisław Grędziński, velocista polacco († 2022)
- 19 ottobre - Gloria Jones, cantautrice statunitense
- 19 ottobre - Carol Kidd, cantante britannica
- 19 ottobre - John Lithgow, attore statunitense
- 19 ottobre - Sharon Redd, cantante statunitense († 1992)
- 19 ottobre - Jeannie C. Riley, cantante statunitense
- 20 ottobre - Zoran Antonijević, calciatore jugoslavo († 2008)
- 20 ottobre - Romeo Benetti, ex calciatore e allenatore di calcio italiano
- 20 ottobre - Ron Franz, cestista statunitense († 2022)
- 20 ottobre - Claes-Göran Hederström, cantante svedese († 2022)
- 20 ottobre - Ric Lee, batterista e compositore britannico
- 20 ottobre - Thomas Pasatieri, compositore statunitense
- 20 ottobre - George Wyner, attore statunitense
- 21 ottobre - Susan Bassnett, scrittrice inglese
- 21 ottobre - Geoffrey Nice, avvocato e giudice inglese
- 21 ottobre - Everett McGill, attore statunitense
- 21 ottobre - Nikita Sergeevič Michalkov, attore, regista e sceneggiatore russo
- 22 ottobre - Bill Apter, giornalista e fotografo statunitense
- 22 ottobre - Marcello Crivellini, politico italiano
- 22 ottobre - Lillian Dube, attrice sudafricana
- 22 ottobre - Renato Galeazzi, medico e politico italiano
- 22 ottobre - Larisa Judina, giornalista russa († 1998)
- 22 ottobre - Ken Narita, cantante giapponese († 2018)
- 22 ottobre - Sheila Sherwood, ex lunghista britannica
- 22 ottobre - Leslie West, cantante e chitarrista statunitense († 2020)
- 23 ottobre - Paul Apostol, ex schermidore statunitense
- 23 ottobre - Angela Buttiglione, giornalista italiana
- 23 ottobre - Hugh Fraser, attore, regista teatrale e scrittore britannico
- 23 ottobre - Maggi Hambling, scultrice e pittrice inglese
- 23 ottobre - Michel Vautrot, ex arbitro di calcio francese
- 23 ottobre - Maury Yeston, compositore, paroliere e musicologo statunitense
- 24 ottobre - Maria Del Monte, attrice e cantante italiana († 2022)
- 24 ottobre - Katherine Dunn, scrittrice statunitense († 2016)
- 24 ottobre - Jorma Pilkevaara, cestista finlandese († 2006)
- 24 ottobre - Eugenie Scott, antropologa statunitense
- 24 ottobre - Clive Walker, allenatore di calcio e ex calciatore inglese
- 24 ottobre - Duain Wolfe, direttore di coro statunitense
- 25 ottobre - James Patrick Mallory, archeologo statunitense
- 25 ottobre - Krzysztof Piesiewicz, sceneggiatore e politico polacco
- 25 ottobre - Don Rogers, allenatore di calcio e ex calciatore inglese
- 25 ottobre - Francisco Pedro Manuel Sá, ex calciatore argentino
- 25 ottobre - David S. Ward, sceneggiatore e regista statunitense
- 25 ottobre - Alf Wood, calciatore inglese († 2020)
- 26 ottobre - Enrique Breccia, fumettista, pittore e illustratore argentino
- 26 ottobre - Pat Conroy, scrittore statunitense († 2016)
- 26 ottobre - Emmanuel Lafont, vescovo cattolico francese
- 26 ottobre - Umberto Levra, storico italiano († 2021)
- 26 ottobre - Vladimir Ščerbakov, calciatore sovietico († 1993)
- 26 ottobre - Jaclyn Smith, attrice e imprenditrice statunitense
- 27 ottobre - Arild Andersen, contrabbassista norvegese
- 27 ottobre - Jean Guizerix, ex ballerino e coreografo francese
- 27 ottobre - Renato Ravasio, politico italiano
- 27 ottobre - Luiz Inácio Lula da Silva, politico e sindacalista brasiliano
- 27 ottobre - Silvano Simeon, discobolo italiano († 2010)
- 27 ottobre - Carrie Snodgress, attrice statunitense († 2004)
- 27 ottobre - Frank Spraggon, ex calciatore inglese
- 27 ottobre - John Williams, giocatore di football americano statunitense († 2012)
- 27 ottobre - Giuseppe Wilson, calciatore e dirigente sportivo italiano († 2022)
- 28 ottobre - Simon Brett, scrittore britannico
- 28 ottobre - Elton Dean, sassofonista britannico († 2006)
- 28 ottobre - Gadži Gadžiev, allenatore di calcio e ex calciatore russo
- 28 ottobre - Franco Garelli, sociologo italiano
- 28 ottobre - Hans-Joachim Gehrke, storico tedesco
- 28 ottobre - Alan Titus, baritono statunitense
- 29 ottobre - Emilio Soriano Aladrén, ex arbitro di calcio spagnolo
- 29 ottobre - Antonio Calmon, regista e sceneggiatore brasiliano
- 29 ottobre - Mick Gallagher, tastierista inglese
- 29 ottobre - Guðmundur Gunnarsson, politico islandese
- 29 ottobre - Melba Moore, attrice, cantante e musicista statunitense
- 29 ottobre - Leonard Lake, serial killer statunitense († 1985)
- 29 ottobre - Kōhei Oguri, regista e sceneggiatore giapponese
- 29 ottobre - Gianni Pettenati, cantante e critico musicale italiano († 2025)
- 29 ottobre - Norris Webb, ex cestista panamense
- 30 ottobre - Bruno Arrigoni, ex cestista, allenatore di pallacanestro e dirigente sportivo italiano
- 30 ottobre - Glenn Poshard, politico statunitense
- 30 ottobre - Fred Rompelberg, ex pistard olandese
- 30 ottobre - Keith Swagerty, ex cestista statunitense
- 30 ottobre - Éva Szabó, tennista ungherese († 2022)
- 30 ottobre - Henry Winkler, attore, regista e produttore cinematografico statunitense
- 31 ottobre - Russ Ballard, cantante e chitarrista britannico
- 31 ottobre - Marzio Banfi, pittore e scrittore svizzero
- 31 ottobre - Renzo Belli, farmacista italiano († 2022)
- 31 ottobre - Rik Kenton, bassista e compositore britannico
- 31 ottobre - Moon Martin, cantante e chitarrista statunitense († 2020)
- 31 ottobre - Brian Doyle-Murray, attore, doppiatore e sceneggiatore statunitense
- 31 ottobre - Peter Plympton Smith, politico statunitense